# Солодовник Леонід Дмитрович
Леонід Дмитрович Солодовник (23 березня 1926, село Гупалівка Котовського району, тепер Магдалинівського району Дніпропетровської області — 10 квітня 2014, місто Сімферополь) — український радянський партійний діяч, 2-й секретар Кримського обкому КПУ, начальник Головного управління з охорони державних таємниць УРСР. Депутат Верховної Ради УРСР 9-го скликання. Кандидат у члени ЦК КПУ в 1976—1981 р.

## Біографія
Народився в родині військовослужбовця. Закінчив середню школу. У 1941 році вступив до комсомолу.
У 1942—1943 роках — секретар Білозерського районного комітету ВЛКСМ Челябінської області РРФСР.
У 1943—1950 роках — служба в Радянській армії. У 1943 році закінчив Лугинську військову авіаційну школу. Учасник німецько-радянської війни. Служив стрільцем-радистом 20-го гвардійського бомбардувального полку далекої авіації.
З 1950 року, після демобілізації, навчався в Кримському педагогічному інституту імені Фрунзе.
Член КПРС з 1953 року.
Освіта вища. У 1954 році закінчив історичний факультет Кримського педагогічного інституту імені Фрунзе.
У січні 1954—1955 роках — заступник завідувача відділу пропаганди і агітації, секретар Кримського обласного комітету ЛКСМУ. У 1955—1958 роках — 2-й секретар Кримського обласного комітету ЛКСМУ.
У 1958 — січні 1963 року — заступник завідувача, завідувач відділу партійних органів Кримського обласного комітету КПУ.
У січні 1963 — грудні 1964 року — секретар Кримського сільського обласного комітету КПУ.
У грудні 1964 — січні 1972 року — секретар Кримського обласного комітету КПУ.
У січні 1972 — листопаді 1978 року — 2-й секретар Кримського обласного комітету КПУ.
У 1978—1992 роках — начальник Головного управління з охорони (військових і) державних таємниць у пресі при Раді міністрів Української РСР.
У 1992—1994 роках — начальник Управління з охорони державних таємниць Автономної Республіки Крим.
Потім — на пенсії в місті Сімферополі. Був головою контрольно-ревізійної комісії Кримської республіканської організації Комуністичної партії України.

## Звання
- полковник авіації

## Нагороди
- орден Жовтневої Революції
- два ордени Трудового Червоного Прапора
- два ордени «Знак Пошани»
- орден Вітчизняної війни ІІ ст. (6.04.1985)
- ордени
- медалі